# Station Suliszewo Drawskie
Station Suliszewo Drawskie is een spoorwegstation in de Poolse plaats Suliszewo.